# 貝爾茲敦 (喬治亞州)
貝爾茲敦（英語：Bairdstown）是位於美國喬治亞州格林縣（Greene County）的一個非建制地區。該地的面積和人口皆未知。

## 地理
貝爾茲敦的座標為33°41′53″N 83°07′08″W / 33.69806°N 83.11889°W，而該地的平均海拔高度為208米（即682英尺）。